# Вакцинація проти COVID-19 в Уругваї
Вакцинація проти COVID-19 в Уругваї — це кампанія масової імунізації населення Уругваю проти COVID-19 під час пандемії коронавірусної хвороби. Вакцинальна кампанія в країні розпочалась 1 березня 2021 року, та стала однією з найшвидших у світі.

## Передумови
22 січня 2021 року президент Уругваю Луїс Альберто Лакальє Поу повідомив через свій акаунт у Twitter, що уряд закрив угоду з Pfizer і Sinovac Biotech щодо постачання вакцин до країни, та ще тривають переговори з іншими виробниками вакцин. Через день президент дав прес-конференцію, на якій повідомив, що згідно угоди забезпечується постачання 2 мільйонів доз вакцини Тозінамеран і 1,75 мільйона доз вакцини «Коронавак», і що вони мають надійти до країни в березні 2021 року. Президент також підтвердив, що країна братиме участь у механізмі COVAX, який може забезпечити 1,5 мільйона доз, що дозволило б імунізувати 750 тисяч осіб. 23 лютого літак «Lockheed C-130 Hercules» військово-повітряних сил Уругваю вирушив до Німеччини, щоб придбати чотири ультраморозильники, необхідні для охолодження вакцин.
Перша партія вакцини надійшла до країни 26 лютого 2021 року; Це була партія із 192 тисяч доз вакцини «Коронавак».

## Перебіг вакцинації
27 лютого 2021 року було вакциновано 370 осіб. Першою особою, вакцинованою в країні, був 22-річний адміністративний службовець у місті Канелонес, який відповідав за реєстрацію та підписання згоди осіб, коли вони йдуть до центру вакцинації.
1 березня вакцинація проведена загалом 90 особам по всій країні, 44 у внутрішніх районах і 46 у Монтевідео. На першому етапі щеплено працівників освіти та Інституту дітей та підлітків, поліцейських, військових, пожежників і митники з першої лінії контролю, тобто з аеропортів, портів і сухопутних кордонів. Усі вони мали бути постійно працюючими, та мати вік до 60 років. За перший тиждень було щеплено 72600 осіб.
12 березня почалася вакцинація 13400 ув'язнених на всій території Уругваю. Цього ж дня відкрилася програма вакцинації для осіб віком від 50 до 70 років, які проживають у прикордонних із Бразилією містах, зокрема Белья-Уньйон, Артігас, Рівера, Ріо-Бранко та Чуй.

## Етапи вакцинації
Як зазначало міністерство охорони здоров'я країни, «План виконуватиметься поступово, поетапно та в найкоротші терміни. Кінцеві терміни залежатимуть від надходження вакцин, а групи будуть пріоритетними відповідно до їх функції, ризику серйозного захворювання, ризику зараження та соціальної вразливості».
Нижче наведено таблицю з детальним описом етапів плану вакцинації:
| Фаза   | Група населення |
| ------ | --- |
| 1 етап | - Загальне населення від 55 до 59 років.. - Особи, які перебувають на хронічному діалізі або в списку очікування на трансплантацію. - Працівники освіти, вчителі та викладачі початкових та середніх освітніх закладів (крім викладачів вищих навчальних закладів та посадових осіб). - Працівники поліціїя, пожежники та військові. - Працівники Інституту дітей та підлітків - Персонал митниці з першої лінії контролю в аеропортах, портах і сухопутних кордонах. Вакцина Коронавак.                                                                          |
| 2 етап | - Медичний персонал, який працює в відділеннях інтенсивної терапії, допоміжні служби для інтенсивної терапії, позалікарняний персонал, персонал служби екстреної та невідкладної допомоги, стаціонарні відділення, хірургічні кабінети та кабінети взяття матеріалу для тестування. Мобільна екстрена допомога. Вакцина Тозінамеран від Pfizer і BioNTech. - Дорослі, які проживають в закладах догляду, і персонал закладів. Вакцина Тозінамеран. - Ув'язнені на всій території Уругваю. - Особи віком від 50 до 70 років, які проживають у прикордонних містах. |
| 3 етап | - Літні люди: починаючи з осіб віком 80 років (141 000 осіб). - Медичний персонал: стоматологи, психологи, фізіотерапевти та інші. |
| 4 етап | - Особи від 50 до 70 років (700 000 осіб в Уругваї), вакцина Коронавак |